# Boris Zworykin
Boris Wasiliewicz Zworykin (ros. Бори́с Васи́льевич Зворы́кин  ur. 1 października 1872 w Moskwie, zm. 1942  w Paryżu) – rosyjski malarz, ilustrator, ikonograf oraz tłumacz. 

## Galeria

Wybrane ilustracje Zworykina
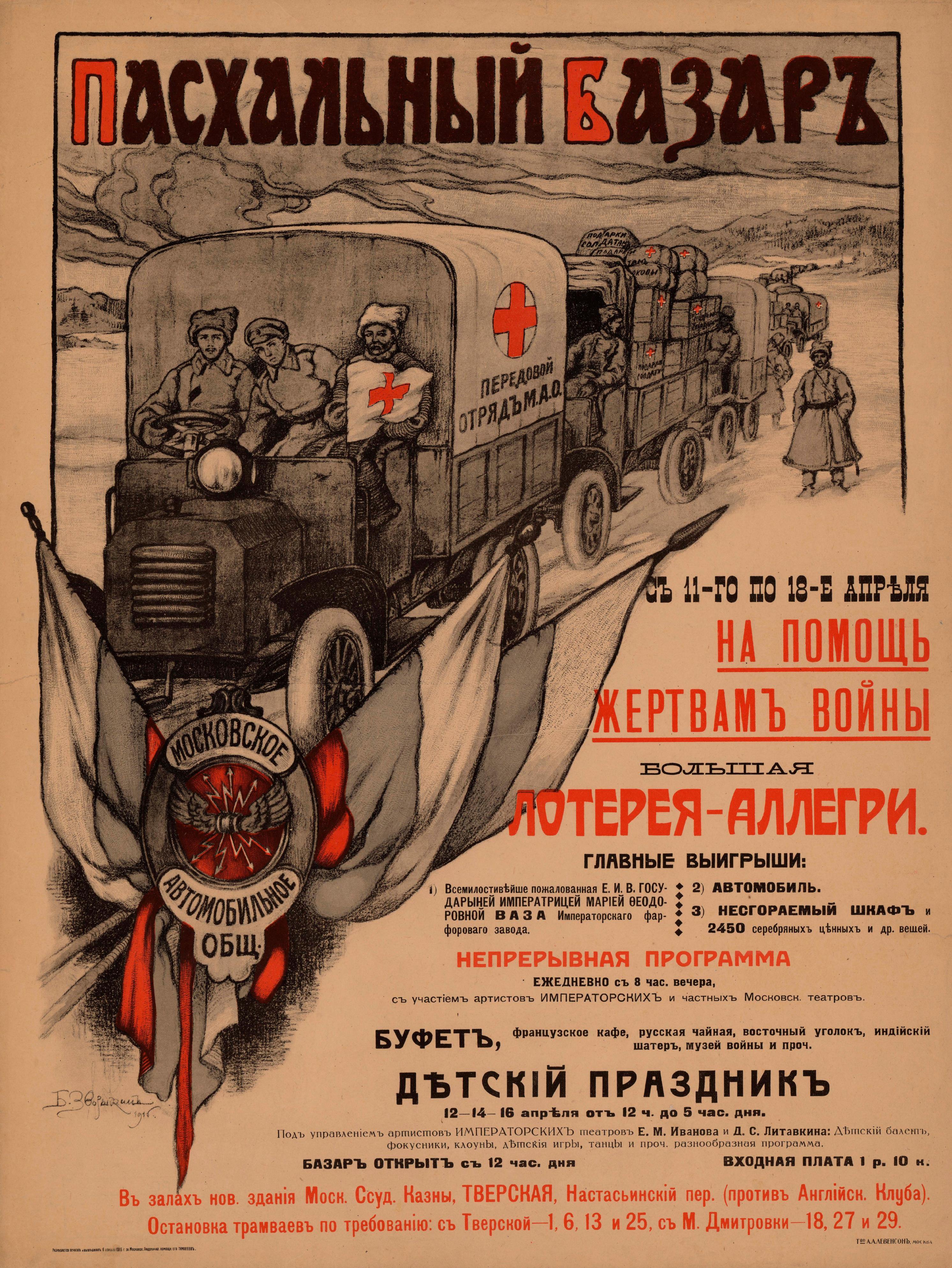
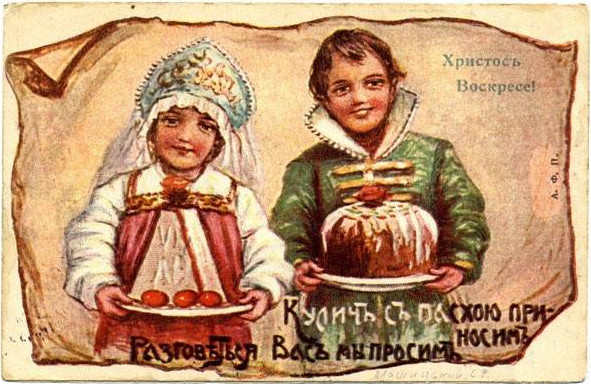
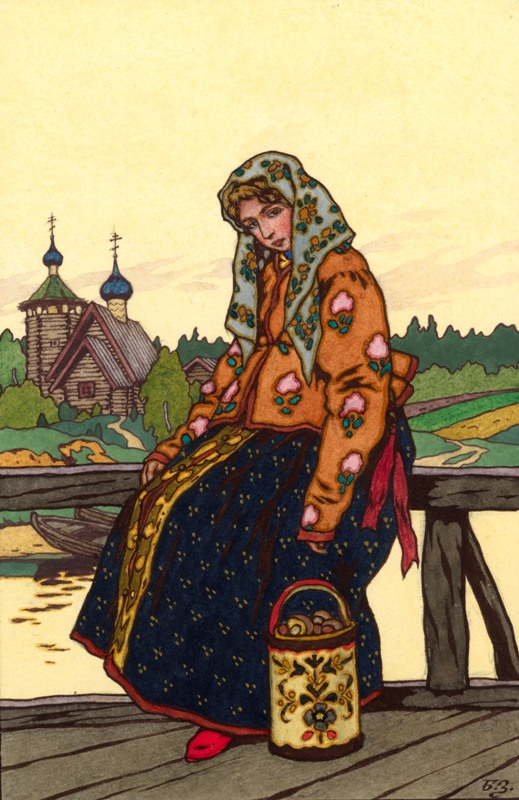
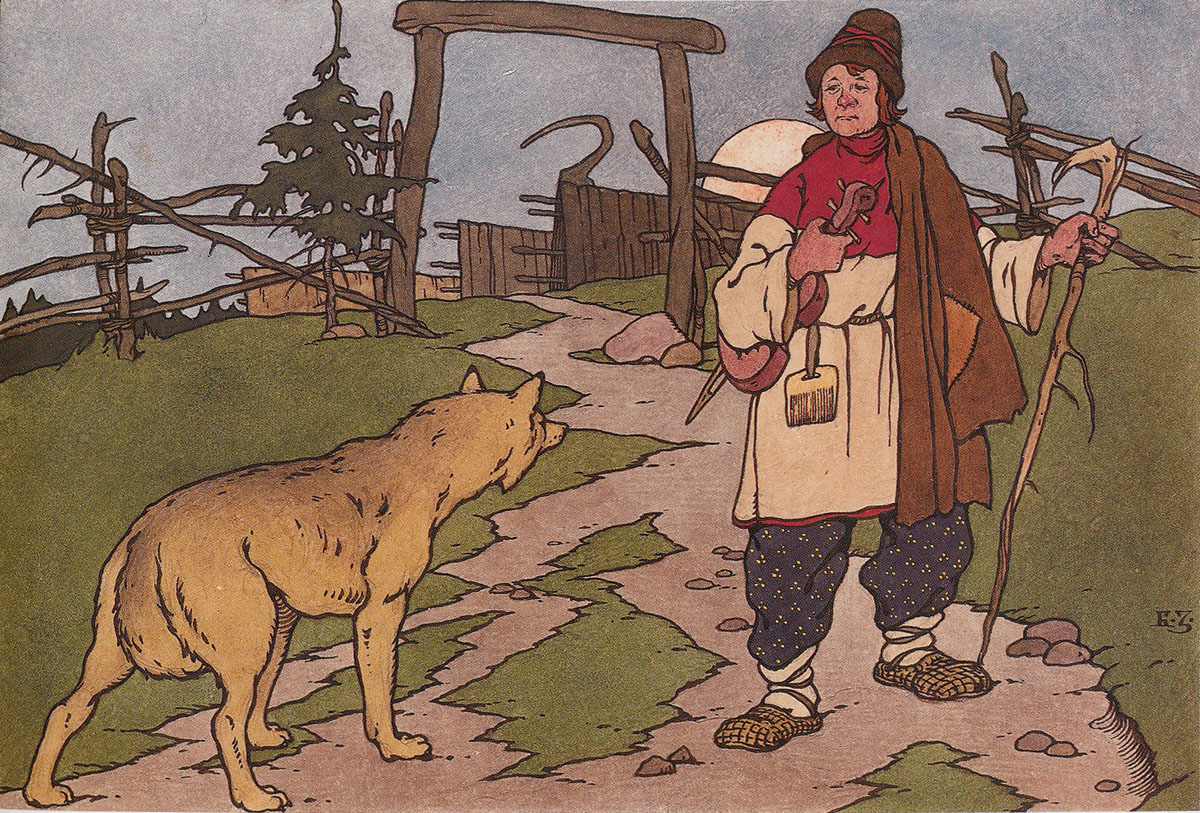
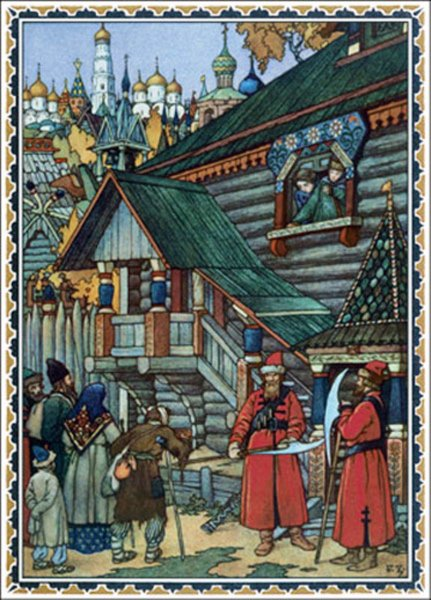